# Synchromaceae
Famille
Les Synchromaceae sont une famille d'algues de l'embranchement des Ochrophyta  de la classe des Synchromophyceae et de l’ordre des Synchromales.
La découverte du genre Synchroma a révélé une toute nouvelle morphologie de plaste qui s'avère très utile pour la recherche sur l'évolution des algues. 

## Étymologie
Le nom vient du genre type Synchroma, est composé du préfixe grec syn-, « avec ; ensemble », et du suffixe grec -chroma, couleur, en référence « au complexe chloroplastique unique » de cet organisme.

## Liste des genres et espèces
Selon AlgaeBase (23 mars 2022) :
- Guanchochroma R.Schnetter & M.Schmidt, 2015
  - Guanchochroma wildpretii R.Schnetter & M.Schmidt, 2015
- Synchroma R.Schnetter, 2007
  - Synchroma grande R.Schnetter, 2007
  - Synchroma pusillum R.Schnetter, 2012

## Systématique
Les études récente ont montré que les algues chromistes, y compris les Ochrophytes, semblent avoir évolué de manière monophylétique par endosymbiose d'une cellule hôte qui aurait englouti une algue rouge eucaryote. L’organite ainsi « capté » aurait ensuite été réduit à un plaste secondaire entouré de quatre membranes enveloppantes. 
L'algue marine amiboïde Synchroma grande a justifié la création de la nouvelle classe des Synchromophyceae dont la position taxonomique est caractérisée par les phylogénies des gènes 18S rRNA et rbcL, une morphologie et une composition pigmentaire très particulière, à savoir l’existence de complexes chloroplastiques bien visibles représentant des endosymbiontes secondaires rouges multiplastiques (composés de plusieurs plastes), dans lesquels plusieurs chloroplastes primaires sont agrégés dans un compartiment commun et enveloppés par deux membranes externes.